# Episodi di Ironside (serie televisiva 2013)
La prima e unica stagione della serie televisiva Ironside è composta da nove episodi. Il primo è stato rilasciato in anteprima il 10 settembre 2013 attraverso i siti NBC.com, iTunes Store, Amazon e Hulu, mentre in televisione la stagione ha debuttato il 2 ottobre sulla rete NBC, che ha trasmesso solamente quattro episodi prima di rimuovere lo spettacolo dalla propria programmazione. La restante parte della serie è stata resa disponibile attraverso iTunes a partire dal 7 aprile 2014.
In Italia Ironside è andato in onda sul canale a pagamento Premium Crime dal 1º maggio al 26 giugno 2014, mentre in chiaro è stato trasmesso da TOP Crime dal 12 marzo al 9 aprile 2015.
| nº | Titolo originale  | Titolo italiano      | Prima TV USA    | Prima TV Italia |
| -- | ----------------- | -------------------- | --------------- | --------------- |
| 1  | Pilot             | Volo disperato       | 2 ottobre 2013  | 1º maggio 2014  |
| 2  | Sleeping Dogs     | L'angelo della morte | 9 ottobre 2013  | 8 maggio 2014   |
| 3  | Action            | Alto rischio         | 16 ottobre 2013 | 15 maggio 2014  |
| 4  | Uptown Murders    | Omicidi in periferia | 23 ottobre 2013 | 22 maggio 2014  |
| 5  | Hell on Wheels    | Inferno su due ruote | 8 aprile 2014   | 29 maggio 2014  |
| 6  | Pentimento        | Pentimento           | 8 aprile 2014   | 5 giugno 2014   |
| 7  | Minor Infractions | Crimini minorili     | 8 aprile 2014   | 12 giugno 2014  |
| 8  | Brothers in Arms  | Compagni d'armi      | 8 aprile 2014   | 19 giugno 2014  |
| 9  | Hidden Agenda     | Caccia alle streghe  | 8 aprile 2014   | 26 giugno 2014  |

## Volo disperato
- Titolo originale: Pilot
- Diretto da: Peter Horton
- Scritto da: Michael Caleo

### Trama
Dopo aver ritrovato un bambino rapito, al sergente Robert Ironside della polizia di New York viene affidato un caso di suicidio sospetto: una giovane impiegata in una società di consulenze finanziarie sembrerebbe essersi gettata dal tetto di un edificio. Nel corso delle indagini riemergono i ricordi del periodo in cui Ironside lavorava in coppia col collega Gary Stanton e della sparatoria che ha costretto Robert sulla sedia a rotelle.
- Altri interpreti: Brian d'Arcy James (Bill Broughton)
- Ascolti Stati Uniti: telespettatori 6 810 000[6]

## L'angelo della morte
- Titolo originale: Sleeping Dogs
- Diretto da: Rod Holcomb
- Scritto da: Robert David Port

### Trama
Un serial killer sta terrorizzando la città ferendo mortalmente i passanti per mezzo di un'arma da taglio e filmando e pubblicando in rete le proprie imprese. Dopo l'ultimo omicidio, la cui vittima muore tra le braccia di Ironside, il sergente intuisce dalla posizione delle ferite che l'assassino è una persona di altezza modesta. Nel video nota un uomo e una ragazza che potrebbero aver visto in faccia il criminale. Cercandoli, scopre che la giovane corrisponde alla descrizione di una bambina scomparsa dieci anni prima. Mentre Virgil e Teddy seguono la pista dell'arma usata dal serial killer, Ironside e Holly fanno luce sulla storia della ragazza. I flashback riportano alla mente la triste vicenda del nipote di Gary.
- Ascolti Stati Uniti: telespettatori 5 180 000[7]

## Alto rischio
- Titolo originale: Action
- Diretto da: Stephen Gyllenhaal
- Scritto da: David Schulner

### Trama
Nel corso di una rapina ad una bisca clandestina vengono commessi due omicidi. Studiando la scena del crimine, Robert ricava elementi utili a rintracciare gli avventori del tavolo da poker, tra i quali sospetta la presenza di un basista. Le tensioni tra Virgil e Teddy gli riportano alla mente i tempi delle prime sortite con Gary.
- Ascolti Stati Uniti: telespettatori 4 800 000[8]

## Omicidi in periferia
- Titolo originale: Uptown Murders
- Diretto da: Oz Scott
- Scritto da: Mark Rosner

### Trama
Nel Bronx Ironside riesce ad arrestare un pericoloso criminale che si è macchiato di un duplice delitto, ma il suo lavoro rischia di essere vanificato da un accordo col procuratore: il malvivente si offre di fornire informazioni utili alla risoluzione dell'omicidio di una giovane cinese in cambio della libertà. Per scongiurare questa eventualità Robert e la sua squadra hanno a disposizione solo ventiquattro ore per scovare l'assassino. Oltre a non avere giustizia per la morte dei propri cari, la testimone del duplice omicidio viene presa di mira dai complici del criminale, che attentano alla sua vita. La poca considerazione per le due vittime ricorda ad Ironside l'indagine sull'assassinio di suo zio.
- Ascolti Stati Uniti: telespettatori 3 850 000[9]

## Inferno su due ruote
- Titolo originale: Hell on Wheels
- Diretto da: Alex Zakrzewski
- Scritto da: Mick Betancourt

### Trama
Al termine di un inseguimento la squadra di Ironside trova in un cassonetto dell'immondizia alcune parti di un cadavere. Un tatuaggio permette di identificare la vittima, che risulta essere un operaio addetto agli scavi sotterranei. L'uomo, sposato, aveva perso la testa per una giovane e affascinante ragazza. Tra il contenuto dei camion della nettezza urbana i detective trovano i restanti pezzi della vittima, ma anche parti del corpo di un altro uomo, anch'egli infatutato della medesima donna. L'ammaliatrice, Tabitha Gates, risulta essere la compagna del capo di una pericolosa organizzazione motociclistica. La ragazza ricorda ad Ironside la storia di una conoscente che alcuni anni prima aveva chiesto il suo aiuto.

## Pentimento
- Titolo originale: Pentimento
- Diretto da: David Boyd
- Scritto da: Ken Sanzel

### Trama
Ironside pedina un ladro appena uscito di prigione. Otto anni prima Robert non era riuscito a dimostrare la responsabilità dell'uomo in un omicidio avvenuto nel corso del furto di alcuni quadri. Per questo motivo lo aveva incastrato per uno scasso che il criminale non aveva ancora commesso, aggravando la sua situazione con altre accuse fittizie. All'uscita da uno studio medico l'ex galeotto viene aggredito da alcuni sicari, ma nonostante venga ferito riesce a fuggire grazie all'intervento della squadra di Ironside. Nel corso dell'azione Virgil uccide uno dei due assalitori. Mentre il detective passa un brutto momento per aver tolto per la prima volta la vita ad un uomo, Robert scopre che qualche tempo dopo il furto uno dei due quadri era stato riscattato da una galleria d'arte per una cifra di gran lunga inferiore al suo valore reale.

## Crimini minorili
- Titolo originale: Minor Infractions
- Diretto da: Martha Mitchell
- Scritto da: Judith McCreary

### Trama
Una banda armata assalta uno scuolabus e sequestra uno studente quindicenne. L'attenzione della squadra viene attirata da un suo compagno poco propenso a collaborare, che risulta avere precedenti penali per crimini informatici. Il ragazzo ricorda ad Ironside il difficile rapporto con suo padre Frank.
- Altri interpreti: Danny Glover (Frank)

## Compagni d'armi
- Titolo originale: Brothers in Arms
- Diretto da: Darnell Martin
- Scritto da: Brian Anthony

### Trama
Una prostituta ed il suo protettore vengono trovati morti all'interno di un bordello. Ironside e la sua squadra cercano due marines da poco sbarcati in città, ma non sono i soli a dar loro la caccia, dato che la gang cinese che controlla la casa chiusa dove è avvenuto il delitto vuole vendetta. Il passato da marine di Rollins lo coinvolge profondamente nel caso, a tal punto da far pensare a Robert che il capitano stia superando i limiti della legge. Il suo comportamento riporta alla mente un episodio di alcuni anni prima, quando Gary e altri colleghi avevano intenzione di punire un delinquente che aveva ferito un poliziotto.

## Caccia alle streghe
- Titolo originale: Hidden Agenda
- Diretto da: Alex Zakrzewski
- Scritto da: Niceole R. Levy

### Trama
Una bomba posta davanti ad un centro ebraico uccide un artificiere che stava cercando di disinnescarla. L'attentato fa parte di una serie di atti dimostrativi dalla gravità crescente caratterizzati dal ritrovamento di una bandiera palestinese. Stuart White, ex poliziotto ora guardia di un campus universitario, indirizza la squadra di Ironside verso uno studente musulmano dalle idee radicali. Gary intanto torna in servizio e l'avvenimento ricorda a Robert i tempi in cui il collega era vittima del suo vizio alcolico.
- Altri interpreti: Lou Diamond Phillips (Stuart White), Robert Forster (Michael Burke)